# Irina Dovgan

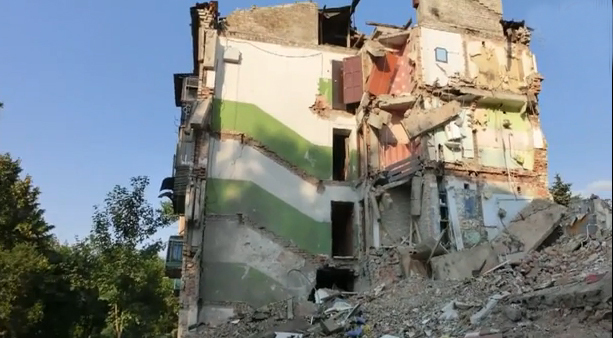
Un immeuble éventré à Snijne, en Ukraine, août 2014.

Irina Dovgan, née le 25 janvier 1962, est une esthéticienne ukrainienne devenue célèbre fin 2014 à cause d'un cliché d'elle prise par le photographe Mauricio Lima du New York Times.

## Biographie
Habitant le village d'Iassinouvata, près de Donetsk, elle soutient ouvertement l'Ukraine contre les séparatistes, ce qui lui vaut la haine de ces derniers. Arrêtée par les forces rebelles ukrainiennes le 23 août pour terrorisme, elle est torturée pendant quatre jours et exhibée à la vindicte populaire sur un carrefour routier, où elle est photographiée. Elle est ensuite libérée deux jours plus tard du fait de la popularité de la photo et de la solidarité du monde face à sa situation. Elle constate cependant que son domicile a été vandalisé et que ses comptes bancaires ont été vidés par ses anciens détenteurs,.
Depuis sa libération, elle est réfugiée avec sa famille à Kiev, où elle a entamé une carrière politique de candidate aux élections législatives de sa circonscription.
Le 17 septembre 2014, elle témoigne à propos de sa captivité devant le conseil des droits de l'homme de Genève à la suite d'une l'invitation d'une ONG, UN Watch.